# Куты (Шептицкий район)
Куты (укр. Кути) — село в Радеховской городской общине Шептицкого района Львовской области Украины.
Население по переписи 2001 года составляло 74 человека. Занимает площадь 0,92 км². Почтовый индекс — 80240. Телефонный код — 3255.